# Moraea macrantha
Moraea macrantha är en irisväxtart som beskrevs av John Gilbert Baker. Moraea macrantha ingår i släktet Moraea och familjen irisväxter. Inga underarter finns listade i Catalogue of Life.